# Kowelśkyj Park
Kowelśkyj Park (ukr. Ковельський Парк) – przystanek kolejowy w miejscowości Korosteń, w rejonie korosteńskim, w obwodzie żytomierskim, na Ukrainie. Położony jest na linii Owrucz – Korosteń.